# Иль-де-Ба
Иль-де-Ба (фр. Île de Batz) — муниципалитет во Франции, в регионе Бретань, департамент Финистер. Население — 452 человека (2016).
Муниципалитет расположен в 470 км к западу от Парижа, 190 км к западу от Ренна, 85 км к северу от Кемпера.

## Экономика
В 2007 году среди 342 человек в трудоспособном возрасте (15-64 лет) 219 были активные, 123 — неактивные (показатель активности 64,0 %, в 1999 году было 59,0 %). Из 219 активных работало 200 человек (121 мужчина и 79 женщин), безработных было 19 (6 мужчин и 13 женщин). Среди 123 неактивных 18 человек было учениками или студентами, 55 — пенсионерами, 50 были неактивными по другим причинам.
В 2008 году в муниципалитете числилось 264 налогооблагаемых домохозяйств в которых проживали 534,5 лица, медиана доходов выносила 15 983 евро на одного особого потребителя.